# Czakó Jenő (színművész)
Czakó Jenő (Jászalsószentgyörgy, 1916. szeptember 19. – Szolnok, 2011. július 15.) Aase-díjas magyar színész, a szolnoki Szigligeti Színház örökös tagja.

## Életpályája
Jászalsószentgyörgyön született, 1916. szeptember 19-én Cakó Jenő kisbirtokos és Péntek Piroska fiaként. 28 évesen, 1944-ben megnyert egy énekversenyt a Pesti Vigadóban, melynek fődíjaként a Magyar Állami Operaházban kapott tanulási lehetőséget. A második világháborúban orosz hadifogságba került, és több mint három év múlva tért csak haza. Húga férje meghalt, és el kellett tartani árván maradt kis unokahúgát. Pályáját 1951-ben szolnoki Szigligeti Színházban kezdte, melynek haláláig elismert színésze volt. 1992-ben a társulat örökös tagjai közé választották, 1999-ben Aase-díjat kapott. Utoljára 2001-ben az Amadeus című előadásban lépett színpadra. 

## Fontosabb színházi szerepei
- William Shakespeare: Romeo és Júlia... Patikárius
- William Shakespeare: Szentivánéji álom... Ösztövér
- William Shakespeare: Ahogy tetszik... Csűrcsavar, tiszteletes
- William Shakespeare: IV. Henrik... Owen Glendower
- William Shakespeare: A makrancos hölgy... Fülöp
- Friedrich Schiller: Stuart Mária... Bíró
- Peter Shaffer: Amadeus... Bonno
- Bertolt Brecht: Koldusopera... Második koldus
- Szophoklész: Antigoné... Kar
- Arisztophanész: Lüszisztráté... Lükesztrátosz
- Nyikolaj Vasziljevics Gogol: A revizor... Gyerzsimorda, rendőr
- Anton Pavlovics Csehov: Cseresznyéskert... Az örökifjú állatorvos
- Makszim Gorkij: Éjjeli menedékhely... Dagadtnyakú
- Makszim Gorkij: Jegor Bulicsov... Doktor
- Eugène Labiche: Olasz szalmakalap... Káplár
- Carlo Collodi: Pinokkió... Gazda, Kocsis, Csendőr
- Kacsóh Pongrác: János vitéz... Kukorica Jancsi
- Lehár Ferenc: Vándordiák... A diák
- Lehár Ferenc: Luxemburg grófja... Baptiste, altiszt; Második bíró
- Kálmán Imre: Bajadér... Shing
- Berté Henrik: Három a kislány... Vogl, operaénekes
- Jacques Offenbach: Szép Heléna... Spárta hőse
- Hervé: Nebáncsvirág... Káplár
- Szirmai Albert – Bakonyi Károly – Gábor Andor: Mágnás Miska... Márton bácsi
- Iszaak Oszipovics Dunajevszkij: Dohányon vett kapitány... Iván
- Jacobi Viktor: Sybill... Öreg katona; Kocsis
- Farkas Ferenc: Csínom Palkó... Rézangyal, betyár
- Nagy Ignác: Tisztújítás... Második köznemes
- Móricz Zsigmond: Úri muri... Kondás; Malmosi
- Móricz Zsigmond: Rokonok... Veres, kisbérlő
- Szép Ernő: Vőlegény... Édes Baba
- Molnár Ferenc: A doktor úr... Első rendőr
- Molnár Ferenc: Az üvegcipő... Rendőr
- Illyés Gyula: Fáklyaláng... Andorás
- Németh László: Bodnárné... Orvos
- Szilágyi Andor: A rettenetes anya avagy, a Madarak Élete... Papaka
- Schwajda György: A rátóti legényanya... Az öreg Béla
- Schwajda György: Rákóczi tér... Agyvérzéses vendég
- Pozsgai Zsolt: Szeretlek cirkusz... Káplán

## Filmek, tv
- Shakespeare: Athéni Timon (színházi előadás tv-felvétele, 1978)
- Osztrigás Mici (színházi előadás tv-felvétele, 1996)